# Harrisia brookii
Harrisia brookii ist eine Pflanzenart in der Gattung Harrisia aus der Familie der Kakteengewächse (Cactaceae). Das Artepitheton brookii ehrt den Archivar Herbert A. Brooke von den Bahamas.

## Beschreibung
Harrisia brookii wächst strauchig mit reich verzweigten, hellgrünen Trieben von 3 bis 4 Zentimeter Durchmesser und erreicht Wuchshöhen von bis zu 5 Meter. Es sind zehn deutliche, tief gekerbte Rippen vorhanden. Die neun bis zwölf braunen bis weißen Dornen sind bis zu 2,5 Zentimeter lang.
Die trichterförmigen Blüten weisen eine Länge von etwa 20 Zentimeter auf. Ihre Blütenröhre und das Perikarpell sind mit langen spitzen Schuppen besetzt. Die gelblichen, ellipsoiden bis  kugelförmigen Früchte erreichen Durchmesser von bis zu 8 Zentimeter. Sie sind mit niedrigen Höckern und ausdauernden Schuppen bedeckt.

## Verbreitung und Systematik
Harrisia brookii ist auf den Bahamas verbreitet.
Die Erstbeschreibung durch Nathaniel Lord Britton wurde 1909 veröffentlicht. Ein nomenklatorisches Synonym ist Cereus brookii (Britton) Vaupel (1913).

## Nachweise